# Цой, Олег Григорьевич
Оле́г Григо́рьевич Цой (26 мая 1944, Янгиюльский район, Ташкентская область — 21 февраля 2025, Москва) — советский и российский лётчик-испытатель, Герой Российской Федерации (1997), заслуженный лётчик-испытатель СССР (1986), мастер спорта СССР международного класса (1990), полковник.

## Биография
Олег Цой родился 26 мая 1944 года в селе Новомихайловка Янгиюльского района Ташкентской области (Узбекская ССР). По национальности — кореец.
На военной службе с 1962 года. В 1966 году окончил Черниговское высшее военное авиационное училище лётчиков. Начал служить в Белоруссии лётчиком-истребителем в в.ч. 55782 (Берёза).
С февраля по декабрь 1970 года Цой участвовал в одной из войн между Египтом и Израилем. Он в составе 135-го истребительного авиационного полка (106-я истребительная авиационная бригада ВВС Объединенной Арабской Республики) совершил 42 боевых вылета на самолёте МиГ-21, участвовал в 2 воздушных боях. Затем до октября 1971 года служил лётчиком-инструктором Липецкого центра боевого применения и переучивания лётного состава ВВС.
С октября 1971 по декабрь 1983 года Цой служил лётчиком-испытателем в Государственном научно-исследовательском институте ВВС им. В. П. Чкалова.
С января 1984 по июль 1997 года он работал в должностях лётчика-испытателя и начальника лётной службы в опытно-конструкторском бюро им. П. О. Сухого. Участвовал в государственных испытаниях самолётов Су-15, Су-17М2, Су-17МЗ, Су-25 и других. В 1987—1988 годах установил 8 мировых рекордов на Су-27.
В целом за годы военной службы и испытательной работы Цой освоил 35 типов самолётов. В 1986 году присвоено почётное звание заслуженный лётчик-испытатель СССР. В 1992 году Цой был уволен в запас в звании полковника авиации.
С 1997 по 2000 год он работал заместитель начальника лётно-испытательной и доводочной базы «ОКБ Сухого» по лётной работе.
Олег Григорьевич Цой скончался 21 февраля 2025 года в Москве после продолжительной болезни. Похоронен на Митинском кладбище (участок 30А).

## Награды и звания
- Герой Российской Федерации (16 апреля 1997) — за мужество и героизм, проявленные при испытании специальной авиационной техники[3].
- Орден Почёта (14 февраля 2007) — за заслуги в развитии культуры и искусства, многолетнюю плодотворную деятельность[7].
- Два ордена Красного Знамени (1971, 1981)[3].
- Орден За службу Родине в Вооружённых Силах СССР III степени (1980)[3].
- Заслуженный лётчик-испытатель СССР (1986)[3].
- Мастер спорта СССР международного класса (1990)[8].
- Медаль «Воинский долг» I степени (Египет)[4].